# Dirk Proper
Dirk Wanner Proper (Elst, Países Bajos, 24 de febrero de 2002) es un futbolista neerlandés que juega de centrocampista en el NEC Nimega de la Eredivisie.

## Trayectoria
Nacido en Elst, empezó a jugar al fútbol en el club de aficionados SV Spero antes de incorporarse a los nueve años a la cantera del NEC Nimega, donde rápidamente fue considerado una de las grandes promesas del club. Debutó como profesional en la Eerste Divisie el 13 de diciembre de 2019 en una derrota por 3-2 ante el Almere City F. C. En enero de 2020 fue ascendido definitivamente al primer equipo del NEC Nimega. Se integró gradualmente en el primer equipo durante la temporada 2019-20, en la que el entrenador François Gesthuizen lo utilizó como centrocampista ofensivo.
En julio de 2020 se prorrogó su contrato hasta el verano de 2023. Marcó su primer gol el 3 de octubre de 2020 en la victoria por 6-0 contra el F. C. Eindhoven. El 23 de mayo de 2021 consiguió el ascenso a la Eredivisie con el NEC Nimega, al vencer por 2-1 al NAC Breda en la final de los play-offs.
Debutó en la Eredivisie el 14 de agosto de 2021, durante la primera jornada de la temporada 2021-22, siendo titular en la derrota a domicilio por 5-0 ante el Ajax de Ámsterdam.

## Selección nacional
Desde la categoría sub-15, ha formado parte de las selecciones juveniles de los Países Bajos. Con la selección sub-17 de los Países Bajos, ganó el Campeonato Europeo Sub-17 de la UEFA 2019. También participó en la Copa Mundial de Fútbol Sub-17 de 2019.

## Estadísticas

### Clubes
Actualizado al último partido disputado el 28 de septiembre de 2024.
| Club                      | Div.          | Temporada     | Liga  | Liga  | Liga   | Copas nacionales | Copas nacionales | Copas nacionales | Copas internacionales | Copas internacionales | Copas internacionales | Total | Total | Total  |
| Club                      | Div.          | Temporada     | Part. | Goles | Asist. | Part.            | Goles            | Asist.           | Part.                 | Goles                 | Asist.                | Part. | Goles | Asist. |
| ------------------------- | ------------- | ------------- | ----- | ----- | ------ | ---------------- | ---------------- | ---------------- | --------------------- | --------------------- | --------------------- | ----- | ----- | ------ |
| NEC Nimega · Países Bajos | 2.ª           | 2019-20       | 9     | 0     | 0      | 0                | 0                | 0                | —                     | —                     | —                     | 9     | 0     | 0      |
| NEC Nimega · Países Bajos | 2.ª           | 2020-21       | 30    | 1     | 0      | 1                | 0                | 0                | —                     | —                     | —                     | 31    | 1     | 0      |
| NEC Nimega · Países Bajos | 1.ª           | 2021-22       | 22    | 0     | 0      | 3                | 1                | 0                | —                     | —                     | —                     | 25    | 1     | 0      |
| NEC Nimega · Países Bajos | 1.ª           | 2022-23       | 32    | 1     | 1      | 3                | 0                | 0                | —                     | —                     | —                     | 35    | 1     | 1      |
| NEC Nimega · Países Bajos | 1.ª           | 2023-24       | 28    | 5     | 4      | 5                | 2                | 0                | —                     | —                     | —                     | 33    | 7     | 4      |
| NEC Nimega · Países Bajos | 1.ª           | 2024-25       | 7     | 0     | 0      | 0                | 0                | 0                | —                     | —                     | —                     | 7     | 0     | 0      |
| NEC Nimega · Países Bajos | Total club    | Total club    | 128   | 7     | 5      | 12               | 3                | 0                | 0                     | 0                     | 0                     | 140   | 10    | 5      |
| Total carrera             | Total carrera | Total carrera | 128   | 7     | 5      | 12               | 3                | 0                | 0                     | 0                     | 0                     | 140   | 10    | 5      |